# Мошковка (Коростенский район)
Мошковка (укр. Мошківка) — село на Украине, основано в 1848 году, находится в Коростенском районе Житомирской области. Расположено на реке Саженка (Сажалка).
Код КОАТУУ — 1822382005. Население по переписи 2001 года составляет 22 человека. Почтовый индекс — 11566. Телефонный код — 4142. Занимает площадь 0,276 км².

## Адрес местного совета
11530, Житомирская область, Коростенский р-н, Калиновка, ул.Центральная, 8